# Peter Atkins
Peter W. Atkins (Amersham, 1940. augusztus 10. –) angol kémikus, az Oxfordi Egyetem professzora, egyetemi és tudományos szakkönyvíró.

## Munkássága
Peter Atkins tizenöt évesen hagyta abba az amershami Dr Challoner's Grammar School iskolát, és a Monsantónál vállalt laborasszisztensi munkát. Önerőből tanult az A-szint megszerzésére, és végül bekerült a Leicesteri Egyetemre. Itt kémiát tanult, és megszerezte alapfokú és doktori címét is, utóbbit az elektronspin-rezonancia spektroszkópiájának és kémiai elemek elméleti tanulmányozásának köszönhetően. Ezután posztdoktori tanulmányait Los Angelesben, a Kaliforniai Egyetemen végezte a Harkness Fellow of the Commonwealth Fund ösztöndíjasaként. 1965-ben tért vissza az Egyesült Királyságba, ahol az oxfordi Lincoln College előadója, később pedig a fizikai kémia professzora lett. 2007-es nyugdíjba vonulását követően több könyvet írt.
Az Utrechti Egyetem, Leicesteri Egyetem, a moszkvai D. Mendeleev Egyetem, valamint a Kazáni Kutatási Technológiai Egyetem mindegyike díszdoktori címmel jutalmazta munkásságát. Érdemeit mi sem szemlélteti jobban, mint hogy a Royal Institution és a Royal Society of Chemistry tanácsának tagja, a IUPAC egyik alapító elnöke és mai megbízottja.
Az Oxfordi Egyetemen kvantumkémia, kvantummechanika és termodinamika előadásokat tartott, és az Oxford University Scientific Society védnöke is.

## Művei

### Átlagos olvasóknak szánt könyvek
- The Creation. W.H.Freeman & Co Ltd. 1981
- The Second Law. Scientific American Books, an imprint of W. H. Freeman and Company. 1984
- Creation revisited. W.H.Freeman & Co Ltd. 1993
- Second Law: Energy, Chaos, and Form. W.H.Freeman & Co Ltd. 1994
- The Periodic Kingdom: A journey into the land of the chemical elements. BasicBooks. 1995
- Atkins' Molecules. Cambridge University Press. 2003
- Galileo's Finger: The Ten Great Ideas of Science. Oxford University Press. 2003
- Four Laws That Drive the Universe. Oxford University Press. 2007
- The Laws of Thermodynamics: A Very Short Introduction. Oxford University Press. 2010
- On Being: A scientist's exploration of the great questions of existence. Oxford University Press. 2011
- Reactions: The private life of atoms. Oxford University Press. 2011
- What is Chemistry?. Oxford University Press. 2013
- Physical Chemistry: A Very Short Introduction. Oxford University Press. 2014
- Chemistry: A Very Short Introduction. Oxford University Press. 2015

### Egyetemi tankönyvek
- Atkins, Peter W.; Symons, M. C. R. (1967). The Structure of Inorganic Radicals. Amsterdam, New York: Elsevier Pub. Co.
- Atkins, Peter W. (1991). Quanta: A Handbook of Concepts (2nd ed.). New York: Oxford University Press
- Atkins, Peter W. (1995). The Periodic Kingdom: A Journey Into the Land of the Chemical Elements. New York: BasicBooks
- Atkins, Peter W.; Friedman, Ronald (2005). Molecular Quantum Mechanics (4th ed.). Oxford University Press
- Atkins, Peter W.; de Paula, Julio; Friedman, Ronald (2009). Quanta, Matter, and Change: A molecular approach to physical chemistry. New York: W. H. Freeman
- Atkins, Peter W.; Shriver, D. F. (2010). Inorganic Chemistry (5th ed.). W. H. Freeman
- Atkins, Peter W.; Jones, Loretta (2010). Chemical Principles: The Quest for Insight (5th ed.). New York: W. H. Freeman
- Atkins, Peter W.; de Paula, Julio (2010). Physical Chemistry (9th ed.). Oxford University Press
- Atkins, Peter W.; de Paula, Julio (2011). Physical Chemistry for the Life Sciences (2nd ed.). W.H. Freeman & Company

## Magyarul megjelent művei
- A periódusos birodalom. Utazás a kémiai elemek földjére; ford. Jalsovszky György; Kulturtrade, Bp., 1995 (Világ-egyetem)

## Fordítás
- Ez a szócikk részben vagy egészben  a   Peter Atkins című angol Wikipédia-szócikk ezen változatának fordításán alapul.  Az eredeti cikk szerkesztőit annak laptörténete sorolja fel. Ez a jelzés csupán a megfogalmazás eredetét és a szerzői jogokat jelzi, nem szolgál a cikkben szereplő információk forrásmegjelöléseként.